# Apollinaire Joachim Kyélem de Tambèla
Apollinaire Joachim Kyélem de Tambèla, ou Apollinaire Kyélem, né le 11 juin 1958 à Tambèla (à l'époque en Haute-Volta), est un avocat, écrivain et homme d'État burkinabè. Après que le pays ait connu deux coups d’État en un an, il est nommé Premier ministre du Burkina Faso par le président de la Transition  Ibrahim Traoré le 21 octobre 2022. Il reste 2 ans au pouvoir, avant d'être remplacé par ce dernier le 6 décembre 2024.

## Biographie

### Enfance et études
Apollinaire Joachim Kyélem de Tambèla est né le 11 juin 1958 à Tambèla. En 1971, il entre au petit séminaire Saint-Augustin de Baskouré, un établissement diocésain d'enseignement secondaire.
Il réalise ses études supérieures à l'université de Lomé au Togo (1979-1981), puis à l'université de Ouagadougou (1981-1983), à la faculté de droit de Nice en France (1983-1987). Il est également diplômé de l'Institut du droit de la paix et du développement (IDPD), et obtient le grade de docteur en droit de l'université de Nice en 1987.
Il est reçu au certificat d’aptitude à la profession d’avocat (CAPA) en 1996 à la section de Nice-Grasse de l'École des barreaux du Sud-Est (EBSE).

## Carrière professionnelle
Apollinaire Joachim Kyélem de Tambèla est avocat à la Cour d'appel de Ouagadougou depuis 1999. Entre 1999 et 2007, il était chargé des travaux dirigés à l'université Ouaga II. Il fut encadreur dans plusieurs structures publiques et privées telles que l'École nationale d'administration et de magistrature (ENAM) depuis 2001, l'université Saint-Thomas-d'Aquin (USTA) en 2006 et 2007 et l'université Aube Nouvelle (U-AUBEN) de 2019 à 2021.

### Carrière politique
Polémiste populaire, analyste politique et proche de l'opposition, Kyélem est nommé Premier ministre du Burkina Faso le 21 octobre 2022 par le Président Ibrahim Traoré, presque un mois après le coup d'État militaire perpétré par ce dernier,,. Peu avant sa nomination, il avait suggéré la suppression du poste lors d'une émission télévisée.
Le 1er décembre 2023, il prononce son discours sur la situation de la nation dans lequel il fait le bilan de l’action gouvernementale.
Le 31 mai 2023, il annonce que les prochaines élections ne seront pas organisées au Burkina Faso tant que la sécurité ne sera pas rétablie, alors que le pays continu de subir régulièrement des attaques terroristes meurtrières dans le contexte de l'insurrection djihadiste.
Le 4 mars 2024, il appelle les Burkinabè à se départir de « l’aliénation envers les pays occidentaux » à la suite de l'annonce de la création de l'Alliance des États du Sahel (AES) et le retrait de ses membres de la CEDEAO.
Le 6 décembre 2024, il est limogé par un décret du Président Ibrahim Traoré, ce qui provoque alors la chute de son gouvernement. Aucune raison n'est initialement donnée pour justifier cette décision.

## Publications
- Thomas Sankara et la révolution au Burkina Faso : une expérience de développement autocentré, Harmattan Burkina, 2012 (ISBN 978-3-939313-23-6)
- Assistance humanitaire et droit international, Imprimerie du Journal Officiel, 2004.
- Relations diplomatiques et souveraineté, Imprimerie du Journal Officiel, 2003; Harmattan Burkina Faso, 2007.  (EAN 9782296044937)
- L'éventuel et le possible, Presses universitaires de Ouagadougou, 2002.